# Podbór (wieś)
Podbór – wieś w Polsce położona w województwie lubelskim, w powiecie tomaszowskim, w gminie Tyszowce.
W latach 1975–1998 miejscowość administracyjnie należała do województwa zamojskiego.
Wieś stanowi sołectwo gminy Tyszowce.
Wierni Kościoła rzymskokatolickiego należą do parafii św. Leonarda w Tyszowcach.

## Historia
Podbór w wieku XIX opisano jako wieś w powiecie tomaszowski, gminie i parafii Tyszowce, w roku 1887 wieś posiadała 29 domów i 179 mieszkańców (81 wyznania rzymskokatolickiego) oraz 272 mórg gruntu, ludność trudniła się rolnictwem.

Według spisu miast, wsi, osad Królestwa Polskiego z 1827 roku było tu 27 domów i 146 mieszkańców.